# 兵庫県立淡路高等学校一宮校
兵庫県立淡路高等学校一宮校（ひょうごけんりつ あわじこうとうがっこう いちのみやこう）は、兵庫県淡路市郡家（ぐんげ）に所在した県立高等学校。
淡路市富島（旧北淡町）に総合学科を有する兵庫県立淡路高等学校の分校であった。ただし、校歌（本校校歌3番は無し）、制服、教育課程などは本校とは異なる。校訓は「自主・創造・礼節」である。

## 設置学科
- 家政科

定員は40名。
各学年1クラス。

## 特徴
- 島内唯一の家政科の学校として、地元淡路市から多くの生徒が通学している他、洲本市・南あわじ市の神戸淡路鳴門自動車道沿線から高速バスを利用して通学している生徒もいる。
- 2001年の改称以前は「一分」（いちぶん）と呼ばれ、現在でもその通称で親しまれている。
- 「衣・食・住」に加え、保育や介護の学習を行っている。
- 「茶道・華道・箏曲」の学習を3年間学んでいる。
- 3年生の卒業制作ともいえる「ファッションショー」は、衣装だけでなくステージ構成の全てを生徒達が手がけている。
- 1年生は体育会までに浴衣を制作し、体育会では3学年揃った自作の浴衣姿で地域の踊りを踊ることが恒例となっている。「一宮小唄」「いざなぎ音頭」が恒例。
- 訪問介護員養成研修2級課程が履修可能。

## 沿革
- 1928年4月 - 多賀村（現一宮中学校付近）に私立一宮実践女学校として設立 （創立者は石上辰吉校長）
- 1942年2月 - 新校舎 落成式
- 1944年4月 - 私立学校としての廃止指令を受け、入学式中止
- 1944年4月 - 津名郡尾崎村、郡家村、多賀村、江井村、大町村5ヶ町村組合立一宮女子農業学校に移管（修業年限4年）
- 1944年5月 - 1ヶ月遅れた入学式兼開校式
- 1948年4月 - 学制改革 兵庫県立一宮農業高等学校と改称
- 1948年10月 - 兵庫県立淡路農業高等学校の一宮分校としての定時制課程が併設（農業課程（男子））
- 1949年3月 - 兵庫県立一宮農業高等学校はたった1年で廃校 （在校生の一部は志筑高女（現津名高校）に編入）
- 1949年4月 - 兵庫県立淡路農業高等学校の一宮分校としての定時制課程のみが残る
- 1953年11月 - 現在の郡家地区に移設
- 1962年4月 - 全日制課程に移行 （農業科募集停止し農村家庭科に変更）
- 1966年6月 - 特別教室校舎 落成式
- 1963年4月 - 農村家庭科を生活科に変更
- 1972年4月 - 体育館（現体育館）落成式
- 1987年11月 - 創立60周年記念行事
- 1987年 - 新校舎（現校舎）完成
- 1990年4月 - 生活科を家政科に変更
- 1992年9月 - 体育会での「民謡踊り」始まる
- 1995年5月 - 「藤の棚茶」始まる
- 1998年4月 - 本校である兵庫県立淡路農業高等学校が兵庫県立淡路高等学校と改称。それに伴い、兵庫県立淡路高等学校一宮分校と改称
- 2001年4月 - 一宮分校を一宮校と改称（県内分校一斉改称）
- 2009年4月 - 生徒募集停止
- 2011年2月 - 最後の卒業式、閉校式
- 2011年3月31日 - 閉校

淡路島内の他校がそうであったように、かつては淡路農業高等学校には一宮校と同じような分校がいくつかあった。生穂、仮屋（淡路市）、鮎原（洲本市）の各分校が設置されていたが、昭和50年代を中心に分校の統合整理が行われた。
生穂は1979年廃校、鮎原は1978年廃校、仮屋は1963年兵庫県立洲本実業高等学校東浦校へ所属替えが行われ、一宮校だけが淡路高等学校の分校として残った。

## 創立者
前身である私立一宮実践女学校の設立者石上辰吉は、もと県立学校の教諭であり、あと1年で恩給がつくにもかかわらず県立学校を退職し、女学校設立に奔走した。淡路島の将来は、母となる女性の教育にかかっているという思いで、私財を投げ打って地域の協力を得て学校を設立したという。しかしながら私立学校からの変革により、石上の立場は学校長から事務取扱となりやがて1945年退職となる。なお、当時敷地内にあった樹木が今も郡家の学校敷地内に残っているという。

## 生徒会活動
- 生徒会および家庭クラブが連携し、全校生徒による様々なボランティア活動を推し進めている。一部の生徒ではなく全校生徒の手による活動とその功績は様々な方面から評価されており、近年では防犯協会による全国表彰を受けた。
- 校内弁論大会を年2回行っている。生徒は入学から卒業までの3年間の間に1度、ステージにて発表するが、自らの生い立ちなどを発表する生徒も多い。分校という家族のような繋がりをつくるため、互いが共感し理解し合う活動として50年以上続いている。

## 部活動
- ソフトテニス部

近年、淡路総合体育大会等にて優勝する。
- バレーボール部

一宮女子農業学校の頃、1946年の第1回国民体育大会女子中等バレーボールで優勝した。
- 箏曲部

1980年代から何度も全国大会や近畿大会に出場する。
- 茶華道部

毎年地域住民を招き、藤棚の下で、お茶会を開く。
- 情報・放送部

2003年創部、番組制作にて全国大会や県大会に出場する。
- 家庭科検定部

家庭科調理技術検定や被服技術検定の上級取得を目指す。

### かつて存在した部活
- ソフトボール部

1963年の第18回国民体育大会で第3位入賞した。
- 剣道部

淡路島内の大会で活躍した。

## 近年の動き
- かつては家政科の高校ということで女子生徒ばかりであったが、2003年に男子生徒が40年ぶりに入学した。
- 一宮地域の一人暮らしの高齢者に、30年近く手紙を送る活動を続けている。現在は生徒2人組で毎月特定の人物に手紙を送っており、卒業までの3年間同じ相手へ手紙を送ることも多い。全校生徒が取り組んでいるこの活動は全国的にも珍しく、2005年神戸新聞やNHKテレビニュースで紹介された。
- 2006年、40年ぶりの男子卒業、また長年勤めた旧職員の退職に合わせて多方面からの取材を受けた。特に日本テレビ「行列のできる法律相談所」の特別番組として放送されたことは大きな反響を呼んだ。
- 2008年、兵庫県教育委員会は、2009年度からの生徒募集停止と2010年度末での閉校を発表した。
- 2011年3月には、NHKで分校最後の1年を追ったドキュメンタリー番組「淡路島の分校　閉校までの一年」が放送された。